# 백남의
백남의(白南儀, 1872년 9월 22일 ~ 1949년 8월 12일)는 조선 말기의 효력부위를 지낸 박성빈의 아내이며 박상희, 대한민국의 대통령 박정희 형제의 어머니이며 김종필의 처조모이다. 산음 현감(山陰 縣監)을 지낸 백효연(白孝淵)의 15대손, 이천부사(伊川府使)와 경상좌수사(慶尙左水使)를 지낸 백수일(白守一)의 6대손이다. 낙안 군수(樂安郡守)와 내금위장(內禁衛將)을 지낸 백동신(白東臣)의 현손이다. 본관은 수원이다.

## 생애
1872년 9월 22일(음력 8월 20일) 경상도 칠곡군 약목면에서 백낙춘(白樂春)과 고성 이씨(固城李氏)의 딸로 유복한 가정에서 태어났다. 1살 연상의 고령 박씨 박성빈과 결혼하였으며 백남의는 8남매를 낳았는데 첫 사내아이는 2살 때 잃었으며, 넷째 사내아이는 13살 때 잃었다. 막내인 박정희는 대한민국 제5-9대 대통령을 지냈다.
박성빈과 결혼할 때 시아버지인 박영규는 약목에서는 '약목평야'란 말을 들을 만큼 농지가 넓고 많은 소작농을 거느린 부농이었지만, 남편 박성빈이 동학군 가담하면서 경제적으로 무능력하였다. 시아버지 박영규가 가산을 막내아들 박일빈에게 물려주고 죽자 생활이 궁핍해져 박성빈이 선산군 상모리에 있는 처가 문중 선산 산지기로 생계를 이어가면서 백남의는 먹을 양식이 떨어지면 때때로 아이들을 데리고 약30리를 걸어서 약목의 시동생 박일빈 집에 양식을 얻으러 갔다고 한다. 
박정희를 임신했을 당시 백남의는 이미 자식이 너무 많아서 감당이 안 되는 상황이었다. 이 때문에 박정희를 낙태시키려고 온갖 방법을 동원했지만 결국 박정희는 태어났는데 이 영향으로 다른 자식들이 전부 기골이 장대함에도 막내 박정희만 왜소했다.
1949년 8월 12일 구미시 상모동 집에서 노환으로 사망하였다. 이때 박정희는 남로당 활동으로 수감되어 있을 때였다.

## 가족관계
- 조부 : 백철수(白徹洙, 1816년 ~ 1886년)
- 조모 : 의령 남씨(宜寧南氏, 1825년 ~ 1865년)
- 아버지 : 백낙춘(白樂春, 1849년 ~ 1929년)
- 어머니 : 고성 이씨(固城李氏, 1849년 ~ 1924년)
  - 오빠 : 백남조(白南祚), 종숙 백낙성(白樂誠)에게 출계
  - 언니 : 김정수(金貞洙)에게 출가
  - 동생 : 백남훈(白南勳, 1883년 ~ 1938년)
  - 남편 : 박성빈(朴成彬, 1871년 ~ 1938년)
    - 장남 : 박동희(朴東熙, 1895년 ~ 1972년)
    - 자부 : 선산김씨(善山金氏, 1894년 ~ 1962년)
    - 자부 : 여산송씨(礪山宋氏, 1911년 ~ 1996년)
      - 손자 : 박재홍(朴在鴻, 1941년 ~ )
      - 손녀 : 박재선(朴在仙, 1945년 ~ )

    - 차남 : 박무희(朴武熙, 1898년 ~ 1960년)
    - 자부 : 연안차씨(延安車氏, 1905년 ~ 1998년)
      - 손자 : 박재석(朴在錫, 1922년 ~ 1989년), 국제전기 회장
      - 손자 : 박재호(朴在浩, 1931년 ~ 1999년), 동양육운 회장
      - 손서 : 김영달(金永達)

    - 장녀 : 박귀희(朴貴熙, 1902년 ~ 1974년)
    - 사위 : 은용표(殷龍杓, 1888년 ~ 1963년), 가수 은지원의 할아버지
    - 3남 : 박상희(朴相熙, 1905년 ~ 1946년)
    - 자부 : 조귀분(趙貴粉, 1908년 ~ 1993년)
      - 손녀 : 박영옥(朴榮玉, 1929년 ~ 2015년)
      - 손녀 : 박계옥(朴桂玉, 1937년 ~ 2023년)
      - 손녀 : 박화자(朴花子, 1940년 ~ 2007년)
      - 손녀 : 박금자(朴金子, 1942년 ~ )
      - 손녀 : 박설자(朴雪子, 1945년 ~ )
      - 손자 : 박준홍(朴埈鴻, 1947년 ~ )

    - 4남 : 박한생(朴漢生, 1910년 ~ 1928년)
    - 차녀 : 박재희(朴在熙, 1913년 6월 24일 ~ 1996년 8월 30일)
    - 사위 : 한정봉(韓楨鳳, 1892년 ~ 1966년, 향년 76세)
    - 5남 : 박정희(朴正熙, 1917년 ~ 1979년), 대한민국의 제5•6•7•8•9대 대통령